# (1983) Bok

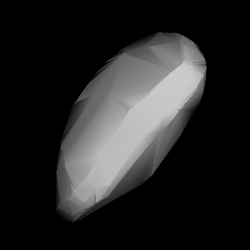
(1983) Bok Asteroid als 3D-Konvexmodell

(1983) Bok (1975 LB; 1950 RV; 1963 UJ) ist ein Asteroid des Hauptgürtels, der am 9. Juni 1975 von der US-amerikanischen Astronomin Elizabeth Roemer in Tucson entdeckt wurde.

## Benennung
Der Asteroid wurde nach den Astronomen US-amerikanischen Astronomen Bart J. Bok (1906–1983) und Priscilla Fairfield Bok (1896–1975) benannt.